# Араратов, Христофор Герасимович
Христофо́р (Хачатур) Гера́симович Арара́тов (Араратя́н) (арм. Քրիստափոր (Խաչատուր) Գերասիմի Արարատով (Արարատյան)) — российский, армянский и советский военный деятель, командир дивизии.
Был кадровым офицером Российской императорской армии. Дослужился до звания генерал-майора армянской армии (март 1919) во время ее борьбы за независимость. Он участвовал в боях 1918 года при Сардарапате и Каракилисе против турецкой армии.

## Ранние годы
Христофор Араратов родился в дворянской семье 18 июня 1876 года в Нальчике. Его отец, Карапет Аветикович Араратов, был подполковником Русской армии, потомок выходцев мз Ани. На фамильном гербе был девиз “Отечество и Честь”.
В возрасте 10 лет юный Араратов поступил в Тифлисский кадетский корпус. Он проучился там 7 лет и окончил его в 1893 году. После этого он поступил в Михайловское артиллерийское училище в Петербурге. По окончании училища по первому разряду в 1896 году, был выпущен подпоручиком и получил право выбирать место дальнейшей службы. 20-летнему Христофору Араратяну была доверена честь возглавить конную батарею. Присутствовавший на выпускном параде император Александр III, восхищенный выправкой молодого офицера, прямо там же вручил Христофору Араратову золотое оружие—кавказскую шашку.

## Первый военный опыт
Араратов выбрал для продолжения службы Кавказскую Гренадерскую артиллерийскую бригаду, где он занимал должность старшего адъютанта начальника бригады. Участвовал в русско-японской войне, быстро дослужился до штабс-капитана и получил свой первый орден. Награждён медалью «В память русско-японской войны».

## Первая Мировая Война
Араратов учился в Офицерской артиллерийской школе в Царском селе, когда началась Первая мировая война. Он досрочно сдал экзамены и был направлен на фронт. В августе 1914 года капитан Кавказской гренадерской артиллерийской бригады Араратов был произведён в подполковники и переведен командиром 1-й батареи 21-й артиллерийской бригады.
В годы Первой мировой войны находился на Юго-Западном, Северо-Западном, Западном и Кавказском фронтах.
В 1916-17 гг. служил в Румынской армии инструктором русской артиллерийской миссии.
Когда большевики пришли к власти, он, как и многие российские армяне, вспомнил о своей стране и вернулся на Кавказ, чтобы служить ей.
В Тифлисе он принял предложение Фомы Назарбеков стать командиром артиллерийской бригады в недавно созданном Армянском корпусе. Подразделения этого корпуса были основой армии Первой Республики Армения.
Участвовал в боях под Сардарапатом, Эчмиадзином и Баш-Абараном.
Кемаль Асад, командир 9-й пехотной дивизии турецкой армии, отправил сообщение Кемалю Асаду, командующему атакующей группой войск, об армянской артиллерии во время Сардарапатского сражения, которой командовал Христофор Араратов:

Ваше превосходительство, честь имею доложить следующее. Начатое нами два дня назад наступление в Баш-Апаране первоначально не увенчалось успехом, так как гяурам удалось сосредоточить на этом участке значительные силы… К тому же у армян была прекрасная артиллерийская батарея горных орудий, не знаю, кто ею командовал, но бил без промаха. Он, аллахом проклятый, вывел из строя нашу артиллерию и изрядное количество тяжелых пулеметов, а также нанес немалый урон нашей пехоте, которая атаковала Спитакский перевал…
Араратов, использовал военный опыт, накопленный в годы Первой мировой: непрерывно маневрировал пушками и батареями, создавая на критических направлениях огневое преимущество и отбивая атаки.
В ходе контрнаступления была захвачена турецкая 12-пушечная батарея. Полковник подъехал к ней, принял рапорт немецкого офицера, тут же на немецком скомандовал развернуть стволы и стрелять по туркам. Немцы с тем же усердием принялись бить по отступающим, не поняв, что происходит,—просто выполнили отданный на их языке приказ. Араратов похвалил их и поскакал дальше.
Победа при Сардарапате сделала возможной независимость Республики Армения. «Я никогда не был так счастлив, как в ночь с 25-го на 26-е мая 1918 года»,—признавался Христофор Араратов.
Когда составляли списки наиболее отличившихся воинов, Христофор Араратов представил весь списочный состав всех своих артиллеристов.

## Первая Республика Армении
После Сардарапата Араратов был направлен на фронт против грузинской армии, которая оккупировала Лори в 1918 году.
27 марта Араратов был назначен военным министром (до апреля 1920 г.). Он сменил Ивана Ахвердова на этом посту и был повышен в звании до генерал-майора.
В октябре 1918 года руководил комиссией по установлению границ между Турцией и Арменией.
В июле 1919 года военный Араратян представил в МИД Армении проект компромиссной границы между Арменией и Грузией по «линии Араратяна». Этот проект был представлен грузинской делегации в Париже, но не был принят за основу будущей границы между двумя странами.
Когда утверждалось правительство Амо Оганджаняна, Араратову предложили должность советника министра обороны, но он отказался и попросил направить его в Карс.

В апреле 1920 года он был назначен в Карс военным губернатором региона. В октябре 1920 года рядовые армянские солдаты и унтер-офицеры, поддавшись пропаганде большевиков, при неясных обстоятельствах сдали город-крепость Карс «братьям»-туркам, при занятии Карса Араратов попал в плен вместе с генералами Даниелом Бек-Пирумовым, Ованесом Казаряном, сотнями солдат и офицеров. Турецкий генерал Кязым Карабекир-паша часто навещал его в тюрьме и предложил ему возможность преподавать курс русской артиллерии в турецком военном университете. Араратов несколько раз отказывался от этого.
- Члены Второго кабинета, 1 октября 1919 года. Сидят (слева направо): Аветик Саакян, Александр Хатисов, Христофор Араратов; стоят (слева направо): Никол Агбалян, Абрам Гюльханданян[арм.]), Саркис Араратян.

## Период Советской Армении
В конце 1921 года по требованию нового, председателя большевистского правительства Армении Александра Мясникяна пленные были освобождены и Араратов вернулся в Советскую Армению в конце 1921 г. Араратову с ходу предложили стать заместителем командующего артиллерией армянской армии.
В 1923-25 гг был заместителем командира Армянской стрелковой дивизии. В 1926 году окончил Курсы усовершенствования высшего командного состава при военной академии им М. Фрунзе.
В течение долгих лет он возглавлял военные кафедры Ереванском государственного университета и Институте народного хозяйства.
Им был разработан проект питьевого водопровода в Ереване. Парк коммунаров (Комайги) также был создан усилиями Араратяна и его учеников.
2 сентября 1937 года, во время Большого террора, Араратов был арестован вместе со многими другими военными, обвинёнными в национализме. 10 декабря Араратов был расстрелян в Аванском ущелье вместе с другими героями Сардарапата: Мовсесом Силикяном и Дмитрием Миримановым.

Реабилитирован посмертно.
- С сыном, 1923 год
- Комбриг Христафор Араратов в 1930-е годы
- Протокол заседания комиссии
- Справка Верховного суда уголовного Армянской ССР от 16 ноября 1937 года и прекращении уголовного дела в отношении Христофора Араратова.

## Личная жизнь
Араратов был женат на Нине Эджубовой, и у них было двое детей. Сын Константин окончил факультет гидромелиорации Ереванского политехнического института, а дочь Елена стала балериной. Внук — Юрий Араратян — капитан Вооруженных сил Армении.
- Жена Араратова Нина Эджубов с сыном

## Память
Армянский писатель и поэт Хачик Даштенц написал стихотворение о своих учителях, среди которых был Кристофор Араратов:

...Արարատովն էր մեզ զորաշարժի տանում`
Ղարսի հրացանը կապած ուսին... 

Перевод: ... Араратов водил нас на военные учения,

Со своей винтовкой из Карса через плечо...